# Tambja
Tambja is een geslacht van weekdieren uit de klasse van de Gastropoda (slakken).

## Soorten
- Tambja abdere Farmer, 1978
- Tambja affinis (Eliot, 1904)
- Tambja amitina (Bergh, 1905) nomen dubium
- Tambja anayana Ortea, 1989
- Tambja blacki Pola, Cervera & Gosliner, 2006
- Tambja brasiliensis Pola, Padula, Gosliner & Cervera, 2014
- Tambja caeruleocirrus Willan & Y.-W. Chang, 2017
- Tambja capensis (Bergh, 1907)
- Tambja ceutae Garcia-Gomez & Ortea, 1988
- Tambja crioula Pola, Padula, Gosliner & Cervera, 2014
- Tambja dracomus Willan & Y.-W. Chang, 2017
- Tambja eliora (Er. Marcus & Ev. Marcus, 1967)
- Tambja fantasmalis Ortea & García-Gómez, 1986
- Tambja gabrielae Pola, Cervera & Gosliner, 2005
- Tambja gratiosa (Bergh, 1890)
- Tambja haidari Pola, Cervera & Gosliner, 2006
- Tambja kava Pola, Padula, Gosliner & Cervera, 2014
- Tambja marbellensis Schick & Cervera, 1998
- Tambja morosa (Bergh, 1877)
- Tambja mullineri Farmer, 1978
- Tambja olivaria Yonow, 1994
- Tambja sagamiana (Baba, 1955)
- Tambja simplex Ortea & Moro, 1998
- Tambja stegosauriformis Pola, Cervera & Gosliner, 2005
- Tambja tenuilineata M. C. Miller & Haagh, 2005
- Tambja verconis (Basedow & Hedley, 1905)
- Tambja victoriae Pola, Cervera & Gosliner, 2005
- Tambja zulu Pola, Cervera & Gosliner, 2005

Niet geaccepteerde soorten:
- Tambja amakusana geaccepteerd als Martadoris amakusana (Baba, 1987)
- Tambja divae geaccepteerd als Martadoris divae (Er. Marcus, 1958)
- Tambja fusca geaccepteerd als Tambja abdere Farmer, 1978
- Tambja kushimotoensis geaccepteerd als Tambja morosa (Bergh, 1877)
- Tambja limaciformis geaccepteerd als Martadoris limaciformis (Eliot, 1908)
- Tambja mediterranea geaccepteerd als Martadoris mediterranea (Domínguez, Pola & Ramón, 2015)
- Tambja oliva geaccepteerd als Martadoris oliva (K. B. Meyer, 1977)
- Tambja tentaculata geaccepteerd als Roboastra tentaculata (Pola, Cervera & Gosliner, 2005)